# Кутаисская область

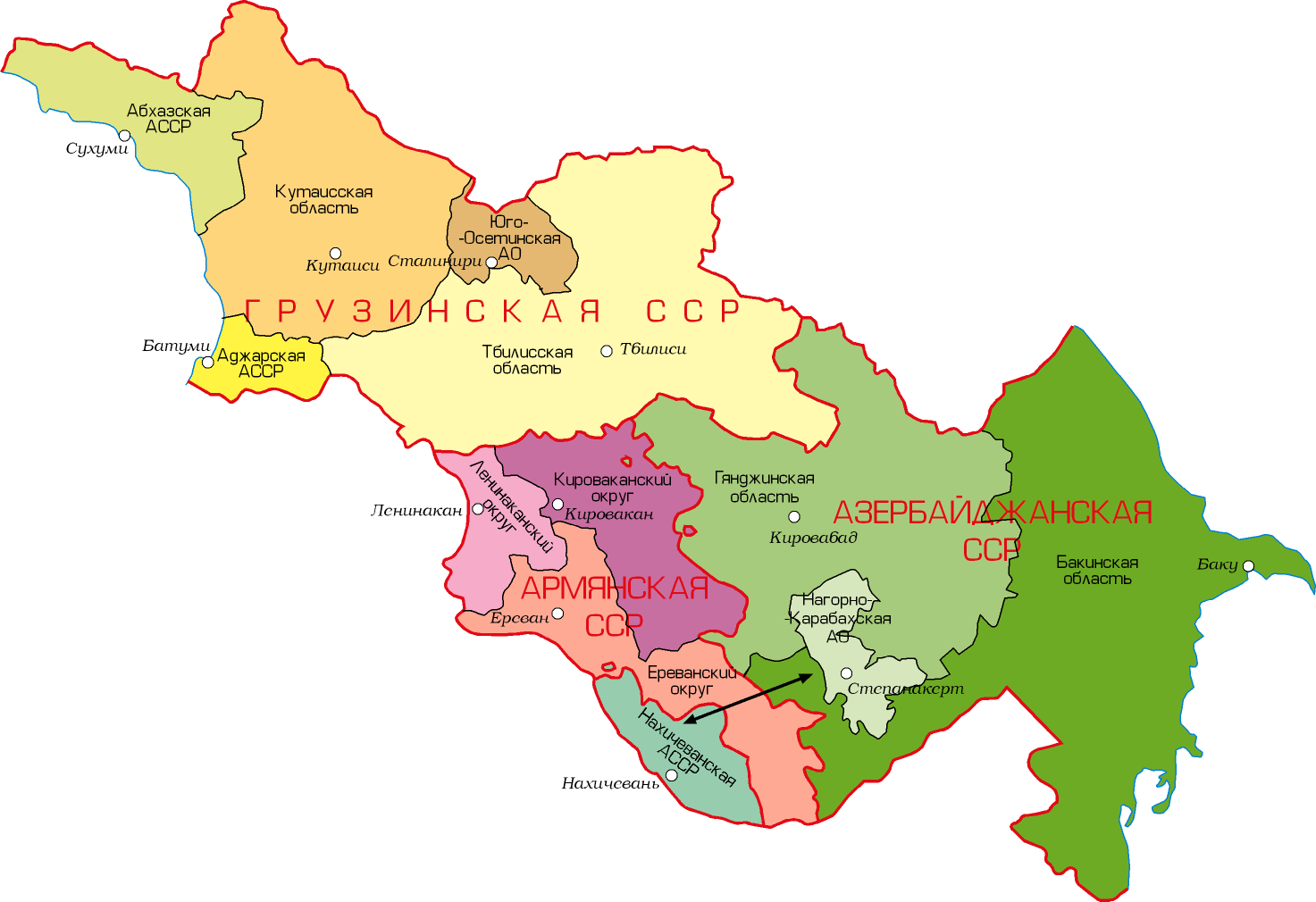
Карта административного устройства Закавказья в 1952—1953 гг.

Кутаи́сская область — административно-территориальная единица Грузинской ССР, существовавшая в 1951—1953 годах.
Административный центр — город Кутаиси.
Кутаисская область (наряду с Тбилисской областью) была образована Указом Президиума Верховного Совета СССР от 5 ноября 1951 года («Ведомости Верховного Совета СССР» 1951 г. № 47) в ходе эксперимента по введению областного деления внутри союзных республик Закавказья. Кутаисская область располагалась в западной части республики. Спустя 2 года эксперимент был признан неудачным, и область упразднили (Указом Президиума Верховного Совета СССР от 23 апреля 1953 года).

## Руководство области

### Исполнительный комитет Кутаисского областного Совета
- 25.12.1951 — 1952 председатель Ломидзе, Борис Ермолаевич
- 1952 — 05.1953 председатель Сакварелидзе, Сергей Викторович

### Кутаисский областной комитет КП(б) — КП Грузии
- 11.1951 — 26.04.1952 1-й секретарь Мгеладзе, Акакий Иванович
- 27.04.1952 — 05.1953 1-й секретарь Балавадзе, Максим Константинович
- 04.1952 — 03. 1953 — 2-й секретарь Чануквадзе, Шота Илларионович